# 1167 Dubiago
1167 Dubiago eller 1930 PB är en asteroid i huvudbältet som upptäcktes 3 augusti 1930 av den ryska astronomen Evgenij F. Skvortsov vid Simeiz-observatoriet på Krim. Den har fått sitt namn efter den ryske astronomen Alexandre Doubiago.
Asteroiden har en diameter på ungefär 63 kilometer och den tillhör asteroidgruppen Cybele.